# Condylostylus oedipus
Condylostylus oedipus är en tvåvingeart som beskrevs av Becker 1922. Condylostylus oedipus ingår i släktet Condylostylus och familjen styltflugor. Inga underarter finns listade i Catalogue of Life.